# Chet Baker Quintette
| Recensione | Giudizio |
| ---------- | -------- |
| AllMusic   |          |

Chet Baker Quintette è un album a nome Chet Baker Quintette, pubblicato dall'etichetta discografica Crown Records nell'ottobre del 1963.

## Tracce

### LP
Lato A (CLP 5317-1)
1. Extra Mild – 5:16 (musica: Phil Urso) – Registrazioni del 24, 25 e 31 luglio 1956
2. Halema – 4:34 (musica: Phil Urso) – Registrazioni del 24, 25 e 31 luglio 1956
3. Jumpin' Off a Cliff – 4:54 (musica: Al Haig) – Registrazioni del 24, 25 e 31 luglio 1956

Lato B (CLP 5317-2)
1. The Route – 5:02 (musica: Chet Baker) – Registrato il 26 luglio 1956
2. Lucius Lou – 5:34 (musica: Phil Urso) – Registrazioni del 24, 25 e 31 luglio 1956
3. Pawnee Junction – 4:00 (musica: Bill Loughborough) – Registrazioni del 24, 25 e 31 luglio 1956

## Formazione
Extra Mild / Halema / Jumpin' Off a Cliff / Lucius Lou / Pawnee Junction
- Chet Baker – tromba
- Phil Urso – sassofono tenore
- Bobby Timmons – pianoforte
- Jimmy Bond – contrabbasso
- Peter Littman – batteria

The Route
- Chet Baker – tromba
- Art Pepper – sassofono alto
- Richie Kamuca – sassofono tenore
- Pete Jolly – pianoforte
- Leroy Vinnegar – contrabbasso
- Stan Levey – batteria[5]